# Дійсний таємний радник
Ді́йсний тає́мний ра́дник — цивільний чин II класу в Табелі про ранги у Російській імперії.
Відповідав чинам генерал-аншефа (або пізніше генерала від інфантерії, генерала від кавалерії, генерала від артилерії та інженер-генерала) і на флоті адмірала. Особи, що мали цей чин, обіймали високі державні посади (аж до міністрів).